# Уральськ
Орал, Ура́льськ (каз. Орал; рос. Уральск) — місто в європейській частині західного Казахстану, центр Західноказахстанської області. Адміністративний центр Уральської міської адміністрації. Розташоване на річці Урал, від якої й отримало свою назву.
Населення — 253757 осіб 2023; 202161 у 2009, 194905 у 1999, 199835 у 1989). У національному складі переважають казахи (54 %) та росіяни (34 %).
Загальна площа зелених насаджень міста становить 6000 гектарів. Житловий фонд — 4 млн м².
Орал розташований на правому березі середньої течії річки Урал і на лівому березі нижньої течії притоки Шаган, на мальовничій степовій рівнині з високими і стрімкими річковими ярами. Права притока Чагана — річка Деркул, протікає поряд з містом і його передмістям.

## Історія

Герб Уральська XIX століття

Яїцький городок був заснований уральськими (яїцькими) козаками 1584 року, хоча офіційно датою заснування міста вважається 1613 рік. 1988 року широко святкувалося 375-річчя міста. Місто було закладене на півострові між річками Яїк (Урал) і Шаган. Зараз цей район міста називається «Куренями», від слова курінь, назви козацького житла. 1591 року козаки прийняли підданство Росії, але до Петра мали повну автономію. У 1773–1775 роках яїцькі козаки стали ядром Селянської війни під керівництвом Омеляна Пугачова. Після розгрому повсталих імператриця Катерина II повеліла перейменувати Яїцький городок в Уральськ. Проте козаки ще не раз починали акції непокори. Так було 1804, 1825, 1837, 1874 років. Всі вони жорстоко пригнічувалися урядом.

Уральська область 1900 року

У ці ж роки в степах довкола Уральська розгорталися події, пов'язані з національними визвольними повстаннями казахів під головуванням Срима Датова у 1775-1797 роках, Махамбета Утемісова та Ісатая Тайманова в 1836–1838 роках.
Основним заняттям жителів міста були рибальство, баштанництво і скотарство. Червона риба давала основний дохід місту, і все його життя було побудоване від одного лову до іншого.
|  | Писал я вам когда-то, из Уральска, каким побытом держится здесь промысел рыбный; писал, никак, что багрят у нас рыбицу зимней порой, по льду, когда ложится она почивать на ятовья, как ложится медведь на зиму в берлогу; что плавня бывает осенняя и весенняя: раскидывают сети с бударки, с остроносой, щегольской, тонкой отделки долбленой лодчонки, плывут по реке да наслушивают рукою, когда толкнет в сеть хрящевым носом своим осетр, шип, не то севрюга… |

 — писав у своєму нарисі «Скачка в Уральске» Володимир Даль.
Велику роль у житті міста відігравало купецтво. Окрім козаків у місті жило досить велике число татар, існувала своя Татарська слобода. Вони служили у війську, багато хто був офіцерами. Але основним їх заняттям була торгівля, татари були своєрідною сполучною ланкою між Росією і кочовими родами казахів. 1846 року Уральськ був зарахований до розряду великих міст, ставши великим торговельним центром. До початку XX століття Уральськ був адміністративним центром Уральської області, столицею Уральського козацького війська, був у складі Оренбурзької губернії.
1894 року до Уральська підведена залізниця, що отримала назву Рязано-Уральської, вона дала великий поштовх до подальшого розвитку міста. Окрім бурхливої появи мануфактур і фабрик, поява локомотивного депо стала каталізатором становлення робочого руху. 1905 року в Уральську створюються соціал-демократичні казахські національні організації. У Ханському гаї збираються перші маївки. До Жовтневої Революції в місті було 15 церков (у передмісті ще 4), 4 мечеті, декілька молитовних будинків (досить велика кількість козаків продовжувала дотримуватися Старообрядницьких традицій), театр, музей, декілька лікарень і бібліотек, жіноча і чоловіча класичні гімназії, реальне училище, вчительська семінарія, безліч шкіл, виходило декілька газет.
У часи Громадянської війни Уральськ знаходився в центрі запеклих боїв, зазнав довготривалої облоги з боку білої Уральської армії, яка складалася з уральських козаків, які не прийняли Радянську владу.
В роки Другої світової війни в Уральську перебували евакуйовані з окупованих територій, зокрема українських.

## Клімат
Клімат у місті різко-континентальний, літо сухе і спекотне, зима снігова і холодна.
- Середньорічна температура — +5,4 C°
- Середньорічна швидкість ветру — 3,0 м/с
- Середньорічна вологість повітря — 69 %

## Транспорт

### Залізниця
Вперше залізниця була підведена 1894 року. Вокзал, з вежами в стилі середньоазійських мінаретів, спочатку розташовувався досить далеко від міста, про що Олексій Толстой писав, що з вокзалу він їхав у місто «через степ, порослий телеграфними стовпами». Довгий час місто залишалося кінцевою станцією залізниці, що сполучала його з центром Росії. 1936 року була збудована гілка до Соль-Ілецька, що встановила пряме сполучення з рештою Казахстану та Сибіром.
У радянський період місто виросло, вокзал опинився практично у центральній його частині. У зв'язку зі збільшенням кількості пасажирів у 1970-их роках було потрібне будівництво нового вокзалу, старий, пам'ятник архітектури XIX століття, був при цьому знесений. На даний час існує регулярне пасажирське сполучення по залізниці зі старою і новою столицями Казахстану — містами Астана і Алмати, столицями Росії — Москва, України — Київ.

### Аеропорт
Аеропорт Акжол після реконструкції 1990-их років отримав статус аеропорту міжнародного значення, розташований за 16 кілометрів від міста, біля приміського селища Підстепне.
Він здатний приймати повітряні судна типу: Ан-2, Ан-12, Ан-24, Л-410, Іл-76, Ту-134, Ту-154, Як-42, Боїнг-737, Боїнг-757. Окрім внутрішніх рейсів, аеропорт Акжол регулярно приймає і відправляє рейси в Москву, Ганновер, Лондон.

## Промисловість
Промисловість Уральська представляють галузі енергетики, машинобудування, харчова, борошномельно-круп'яна, легка промисловості, будівельно-матеріальна промисловість. Розвиток машинобудівної промисловості в місті отримав після евакуації з Ленінграду ряду заводів. У результаті був організований завод, що з часом змінив свою номерну назву на ім'я Ворошилова (нині «Зеніт»). Понал 40 років історія заводу була пов'язана з ім'ям Петра Атояна. У роки війни завод випускав самонавідні торпеди і морські міни, після війни був єдиним заводом, що виробляв тралове озброєння флоту, у 1980-их до чисельної морської тематики додалося виробництво мобільних пускових установок протикорабельних ракет. Тепер пріоритетний розвиток отримало виробництво військових кораблів і катерів. У 1970-ті роки у місті було організовано виробництво великокаліберних кулеметів на заводі «Металіст», приладів для флоту на заводі «Омега» і Уральській філії ЦНІІ Гідроприбор.
У місті функціонує єдине в республіці підприємство з переробці рослинної лікарської сировини АТ «Казахлакриця». На основі солодкового кореня фармацевтичні підприємства виробляють такі ефективні ліки, як генцирам, лікватрон тощо, які мають великий попит на світовому ринку. У розвитку промисловості міста велике значення має Карачаганацьке нафтогазоконденсатне родовище, розташоване за 150 км від Орала на території Бурлінського району.

## Відомі особистості
В поселенні народились:
- Зайончковський Петро Андрійович (1904—1983) — радянський історик
- Драпеко Олена Григорівна (* 1948) — російська акторка
- Таукіна Розлана Рамазанівна (* 1959) — казахстанський політик, громадський діяч та журналіст.

## Галерея

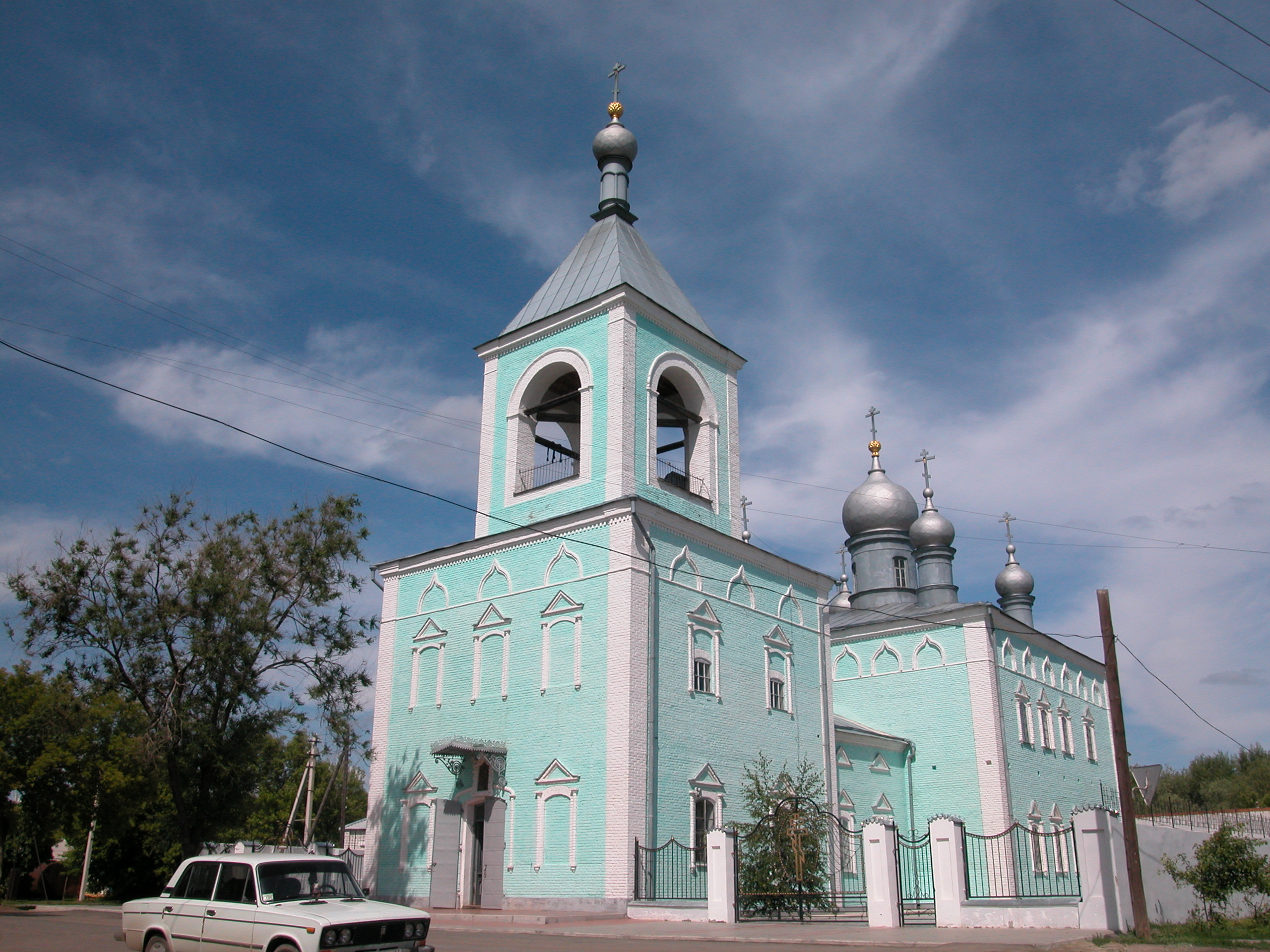
Михайло-Архангельський собор
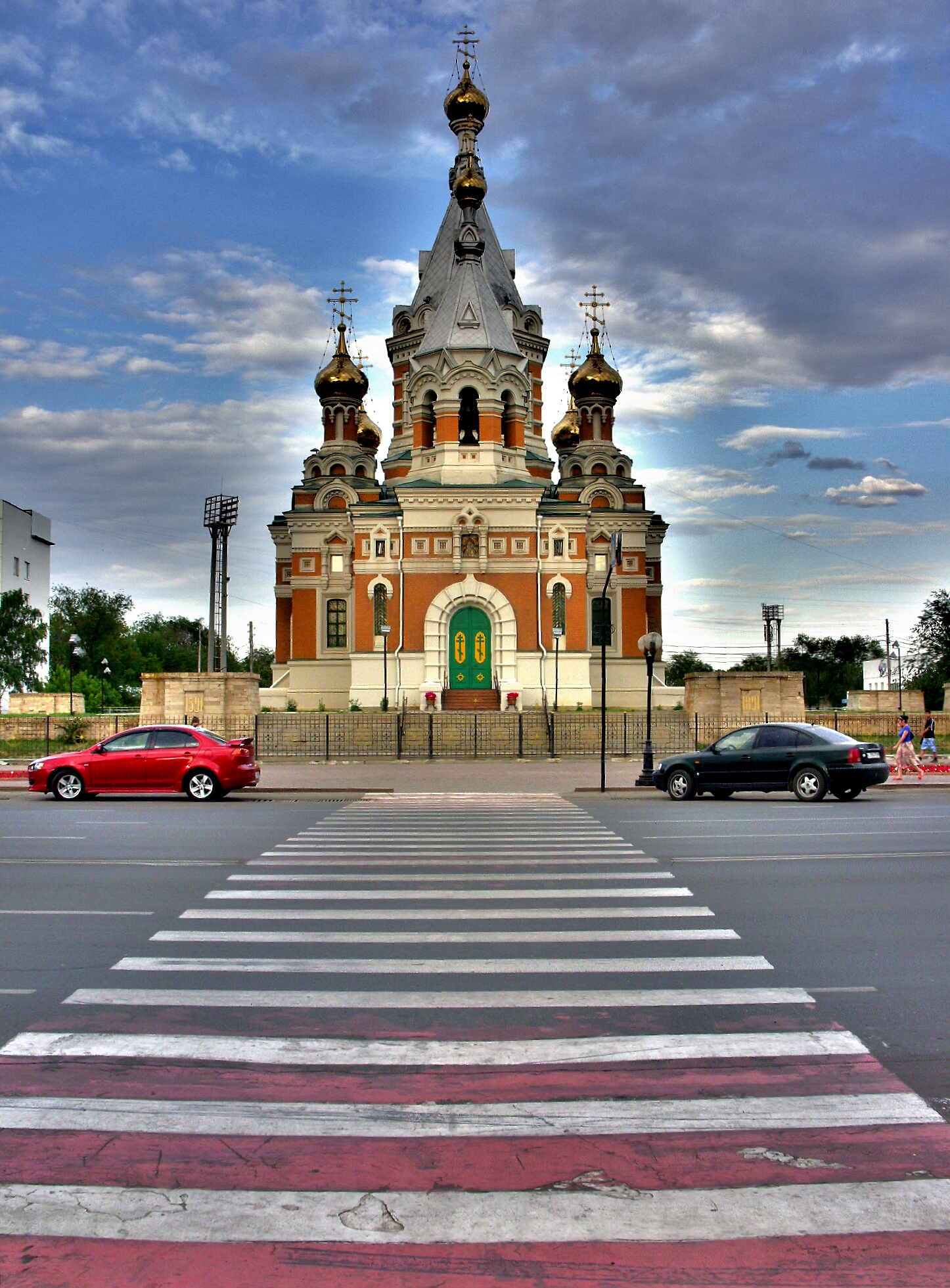
Храм Христа Спасителя
Будинок Карева
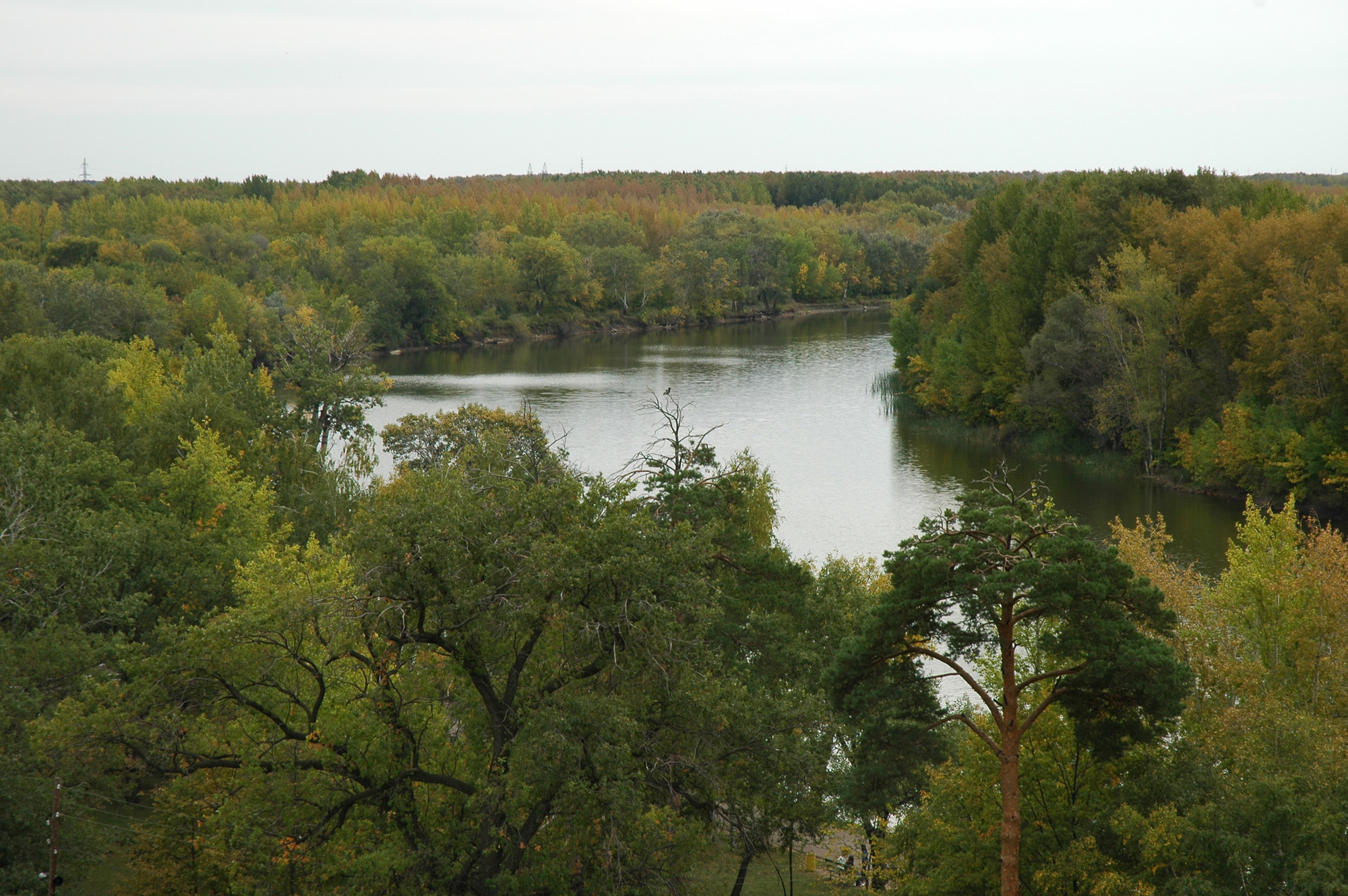
Парк відпочинку на березі річки Шаган — найстаріший в Казахстані